# Giovanni Antonio Magini
Giovanni Antonio Magini noto anche con il nome latino Maginus (Padova, 13 giugno 1555 – Bologna, 11 febbraio 1617) è stato un astronomo, astrologo, matematico e cartografo italiano.

## Biografia
Figlio di Pasquale Magini, cittadino di Padova, si laureò in filosofia a Bologna il 10 giugno 1579. Si dedicò prestissimo agli studi astronomici; del 1582 sono infatti le sue Ephemerides coelestium motuum (trad. in italiano nel 1583), dell'anno stesso i trattati astronomici intitolati Delle introdottioni, del 1585 le Tabulae secundorum mobilium coelestium. Salito per queste e altre opere in alta fama, fu eletto il 4 agosto 1588 alla cattedra pomeridiana di matematica già tenuta nello Studio di Bologna da Ignazio Danti, essendo stato preferito a Galileo. Mantenne tale cattedra anche quando fu chiamato a Mantova (1599) per istruire nelle matematiche i figli del duca Vincenzo I Gonzaga, poiché lo Studio bolognese, che gli aveva rinnovato l'insegnamento nel 1592 e nel 1597 sempre con aumentato stipendio, gli concesse le necessarie licenze per recarsi a Mantova. Gli argomenti delle sue lezioni bolognesi ci sono conservati nei Rotuli dello Studio. Magini fu in corrispondenza con i maggiori astronomi, matematici e geografi italiani e stranieri del suo tempo; da Giovanni Keplero ebbe invito di collaborare a una nuova raccolta di effemeridi astronomiche, ma declinò l'offerta; legato alle vecchie teorie astronomiche, fu tenace avversario di Galileo; fu estimatore invece di Copernico, del quale peraltro non accettò l'ipotesi innovatrice; al sistema copernicano tentò di contrapporne uno proprio, complicatissimo. Sposato con Angela de' Poggi da Gradoli nel Viterbese, Magini ebbe numerosi figli, nessuno dei quali per altro venne in fama. Morì di nefrite l'11 febbraio 1617. Gli è stato dedicato il cratere lunare Maginus.

## Opere

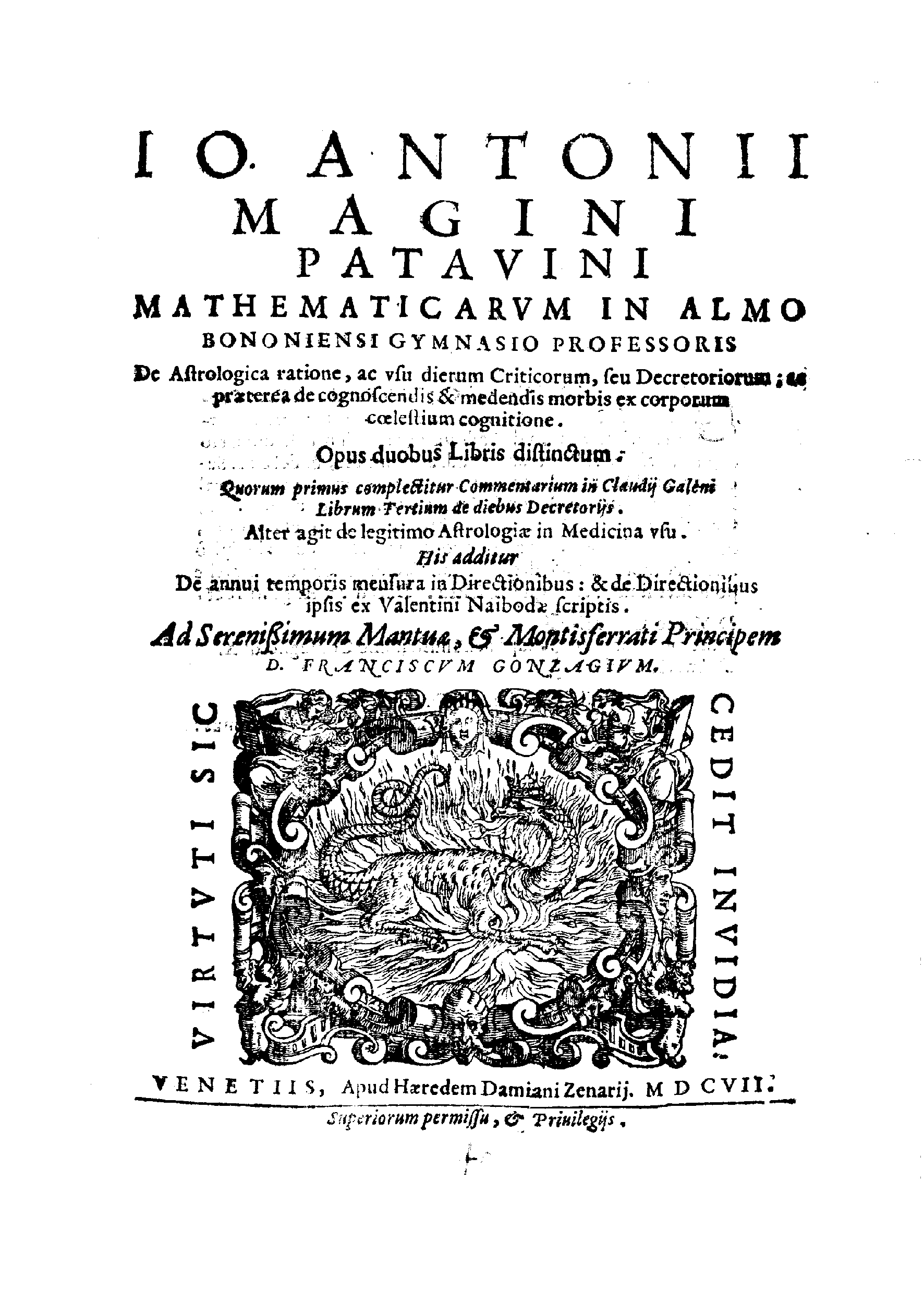
De astrologica ratione, 1607

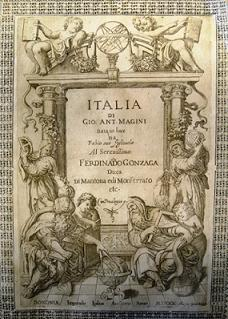
Italia di Gio. Ant. Magini, 1620

Se il giudizio sul valore di Magini, come astronomo, può essere soggetto a riserve, è invece indiscutibile il suo valore come geografo e cartografo, come è indubbia l'influenza, larghissima e durevole, della sua opera. La sua edizione della Geografia di Tolomeo, apparsa per la prima volta a Venezia nel 1596 e due anni dopo pubblicata in versione italiana (la traduzione fu eseguita da Leonardo Cernoli), ha grande importanza, non tanto per l'accurato commentario descrittivo, appostovi dal Magini quanto perché alle 27 carte tolemaiche ne sono aggiunte altre 37 nuove, finemente incise da G. Porro, che formano nell'insieme un vero Atlante moderno. Ma il lavoro massimo, cui Magini dedicò gran parte delle sue fatiche nell'ultimo ventennio della sua vita, fu un Atlante d'Italia, per il quale volle preparare carte in gran parte originali, delineate cioè in base a rilievi ufficiali fatti eseguire dai vari governi italiani e che egli riuscì a procurarsi per il benevolo interessamento dei Gonzaga. Il lavoro di raccolta, di coordinazione, di revisione e di disegno e incisione (onde ebbe necessità di mantenere presso di sé abili incisori specializzati) fu lunghissimo e arduo; alcune carte furono stampate e messe in circolazione isolatamente per saggio; nel 1608 fu pubblicata col titolo di Italia Nuova una carta generale, insigne lavoro di sintesi, ricchissima di contenuto; ma la definitiva elaborazione dell'intero atlante tardò ancora e la stampa era appena avviata quando Magini morì. Esso fu pertanto pubblicato postumo dal figlio Fabio nel 1620 col titolo Italia di Gio. Ant. Magini data in luce da Fabio suo figliuolo (Bologna 1620; ristampe dei 1632 e 1642); consta di 61 tavole e di un breve commentario geografico. Magini preparava per vero, a corredo dell'atlante, un'amplissima illustrazione geografica dell'Italia, ma di essa sono rimaste solo alcune parti, più o meno abbozzate e tuttora inedite. Le carte d'Italia esercitarono un'influenza immensa: furono ricopiate, contraffatte, imitate, moltissime volte in Italia e all'estero; entrarono, senza modificazioni, a far parte di atlanti stranieri notissimi, come quelli di Jodocus Hondius e di Joan Blaeu; in Italia rimasero monumento insuperato per oltre un secolo.
L'aver pubblicato l'opera del padre procurò a Fabio Magini una notorietà immeritata; egli non fu che il modesto, e talora inabile, editore della fatica paterna, ma non affatto un grande scienziato anch'egli, come molti hanno ritenuto.

## Opere principali

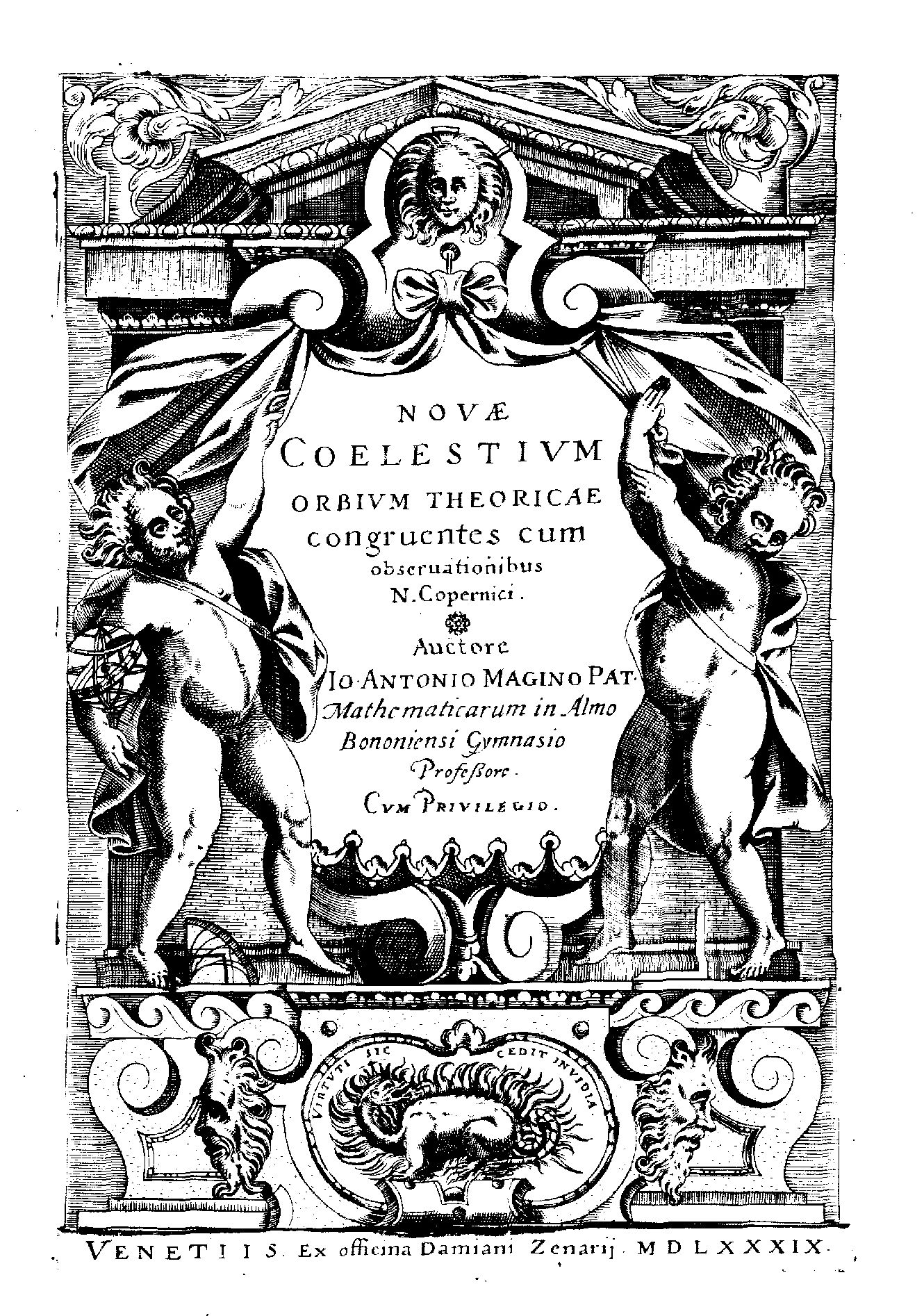
Novae coelestium orbium theoricae congruentes cum observationibus N. Copernici, 1589

- (LA) Ephemerides coelestium motuum, Venezia, Damiano Zenaro, 1582.
- (LA) De planis triangulis, Venetijs, apud Io. Baptistam Ciottum, ad signum Mineruae, 1592. URL consultato il 19 maggio 2015.
- (LA) Tabula tetragonica, Venetiis, apud Io. Baptistam Ciottum. ad signum Minervae, 1592. URL consultato il 19 maggio 2015.
- (LA) Tabulae primi mobilis, quas directionum vulgo dicunt, quibus non solum directiones, tam secundum viam rationalem, quam iuxta Ptolemaei formam, Venetijs, apud Damianum Zenarium, 1604. URL consultato il 19 maggio 2015.
- (LA) Novae coelestium orbium theoricae congruentes cum observationibus N. Copernici, Venetiis, ex officina Damiani Zenarij, 1589. URL consultato il 19 maggio 2015.
- (LA) Tabulae novae iuxta Tychonis rationes elaboratae, Bononiae, apud Sebastianum Bonhommium. ... : sumptibus Hieronymi Tamburini, 1619. URL consultato il 19 maggio 2015.
- (LA) Confutatio diatribae Ios. Scaligeri De aequinoctiorum praecessione, Romae, apud Gulielmum Facciottum : expensis Andreae Brugiotti, 1617. URL consultato il 19 maggio 2015.
- (LA) De astrologica ratione, ac vsu dierum criticorum, seu decretoriorum, Venetiis, apud haeredem Damiani Zanarij, 1607. URL consultato il 19 maggio 2015.
- (LA) Continuatio ephemeridum coelestium motuum, Venetiis, apud haeredem Damiani Zenarij, 1607. URL consultato il 19 maggio 2015.
- [Opere. Lettere e carteggi], Bologna, Nicola Zanichelli, 1886. URL consultato il 19 maggio 2015.
- Theorica speculi concavi sphaerici, In Bologna, presso Clemente Ferroni, 1628. URL consultato il 19 maggio 2015.

## Carte geografiche

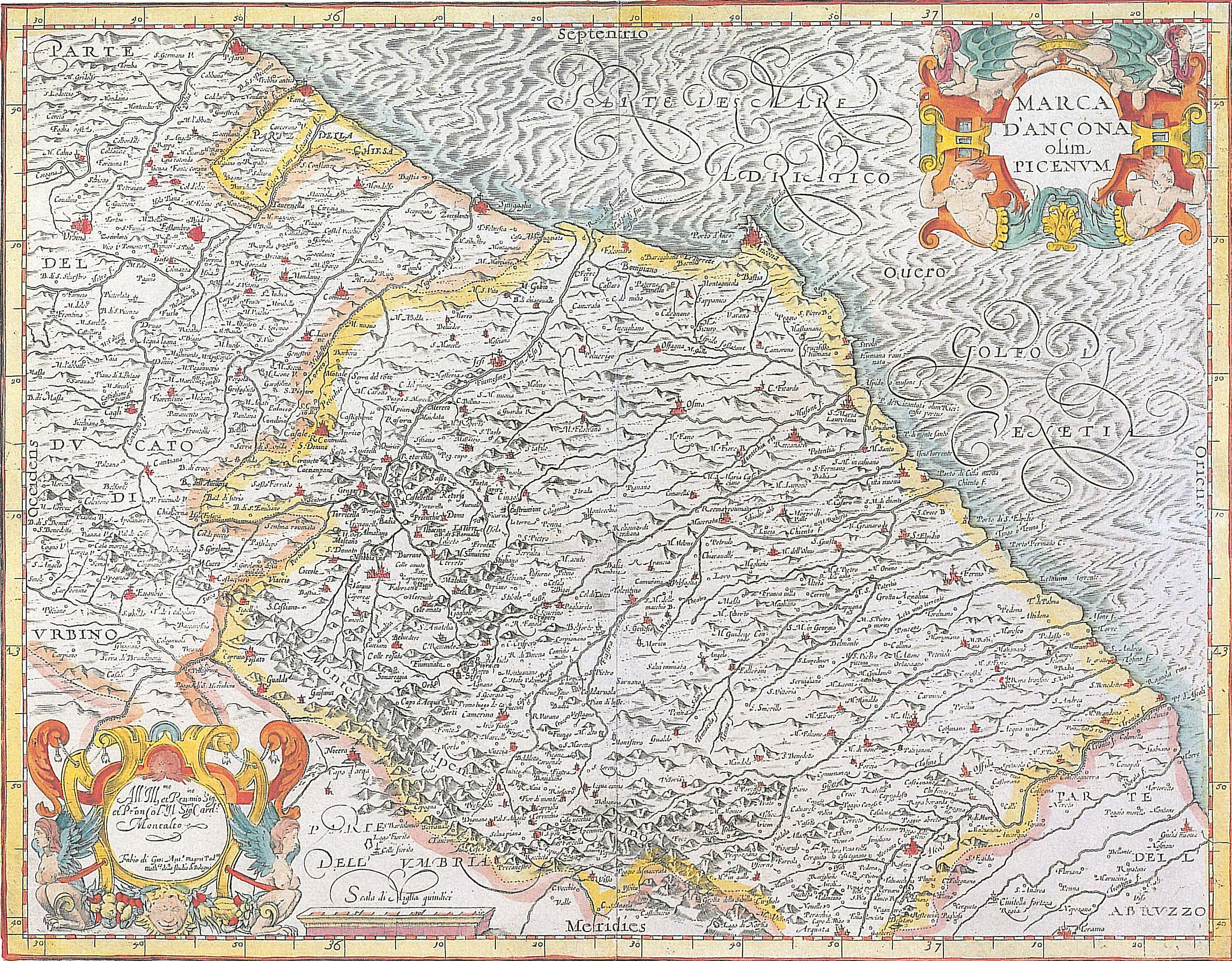
Marca D'Ancona, 1620 (Cartoteca storica delle Marche)
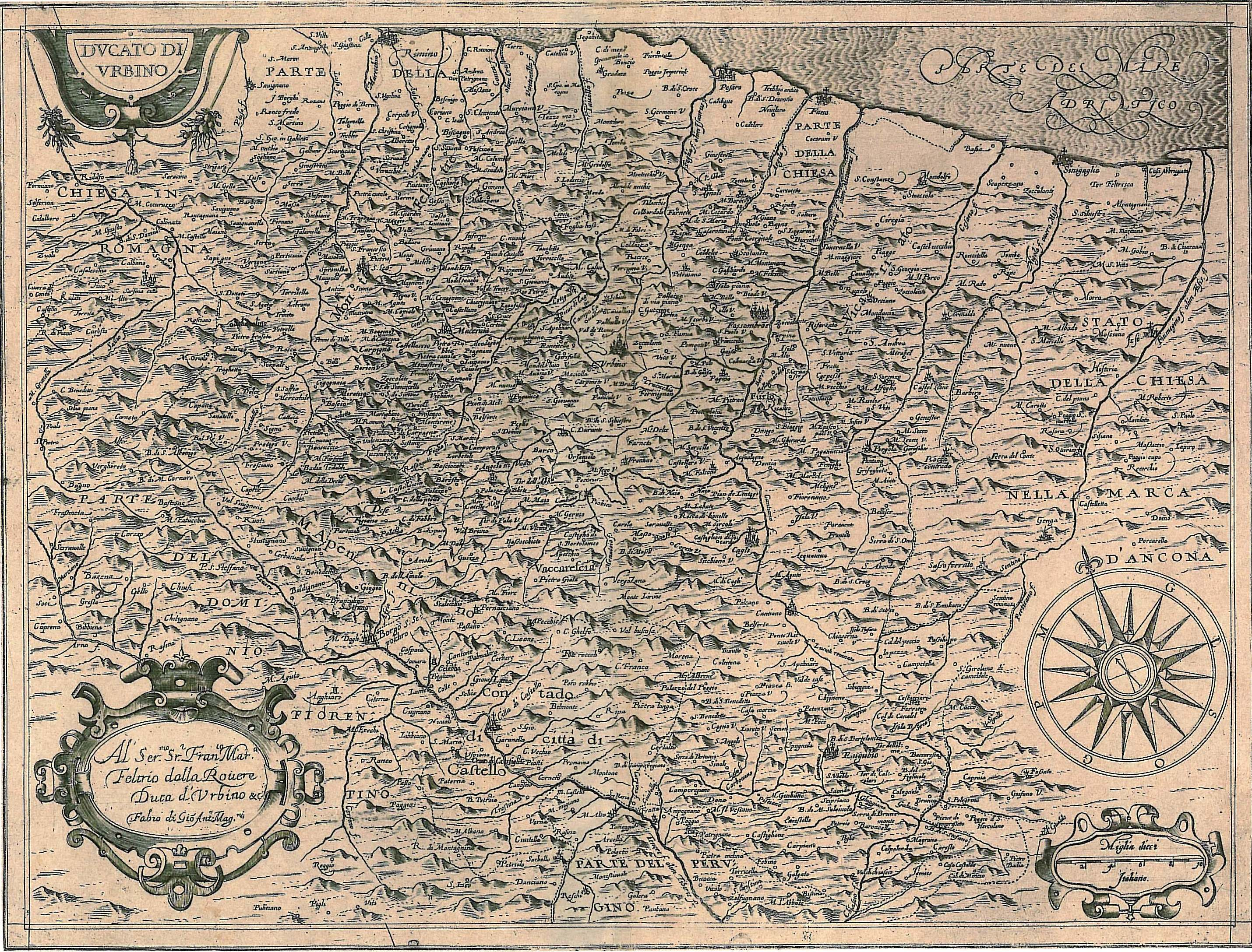
Ducato di Urbino, 1620 (Cartoteca storica delle Marche)
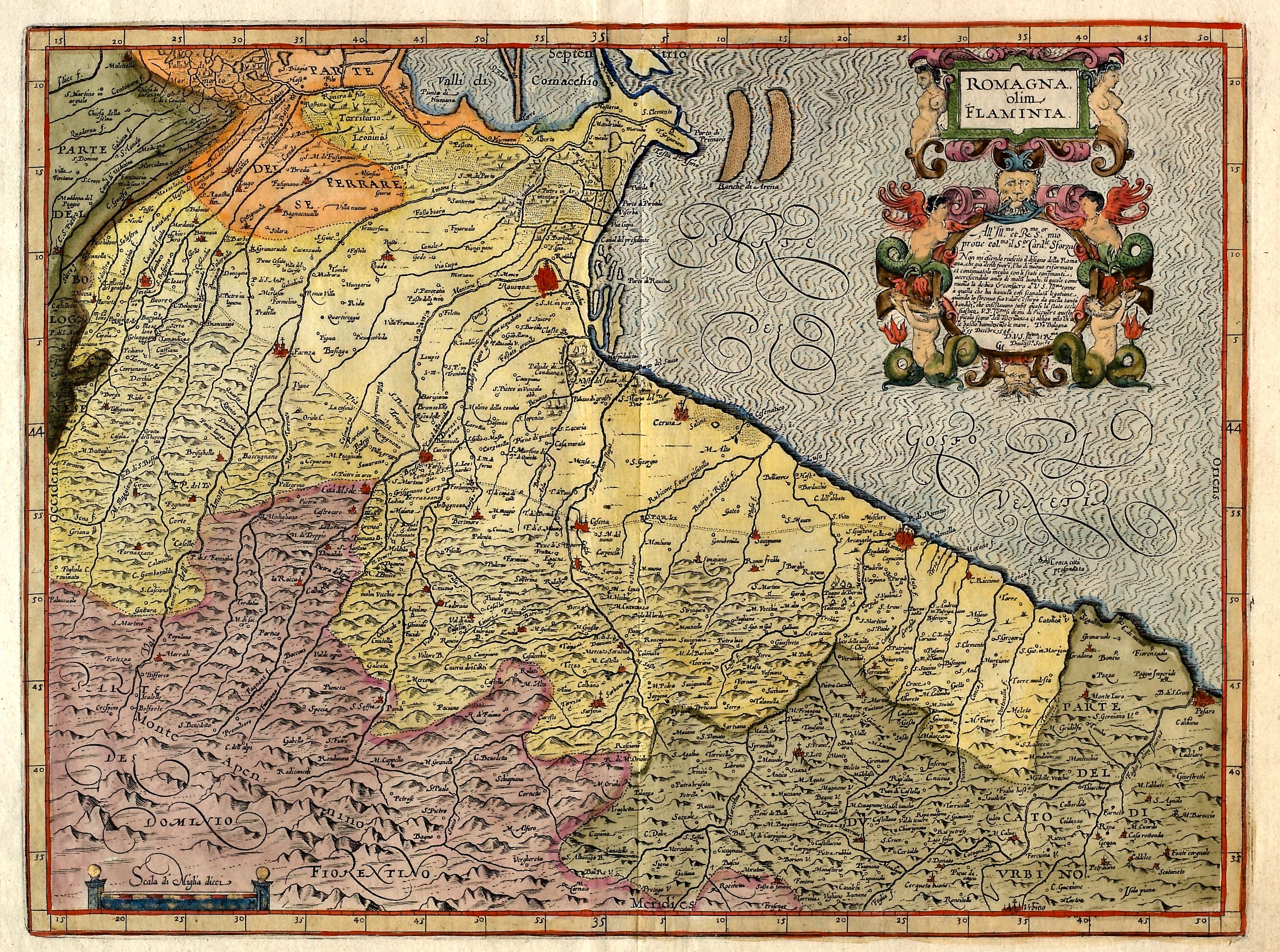
Romagna olim Flaminia, 1598 (Collezione privata)
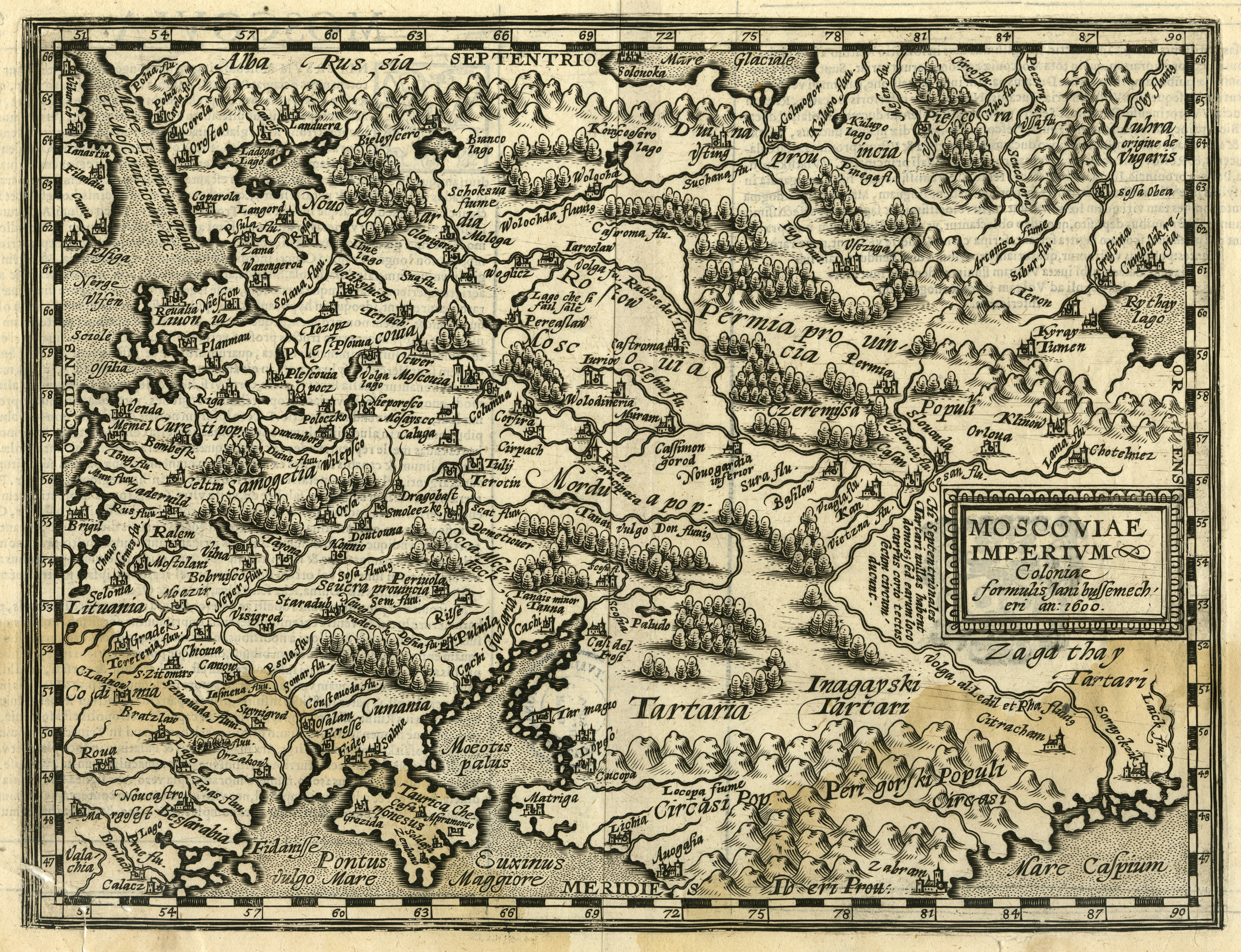
Impero della Moscovia, 1596 (Biblioteca nazionale della Lettonia)
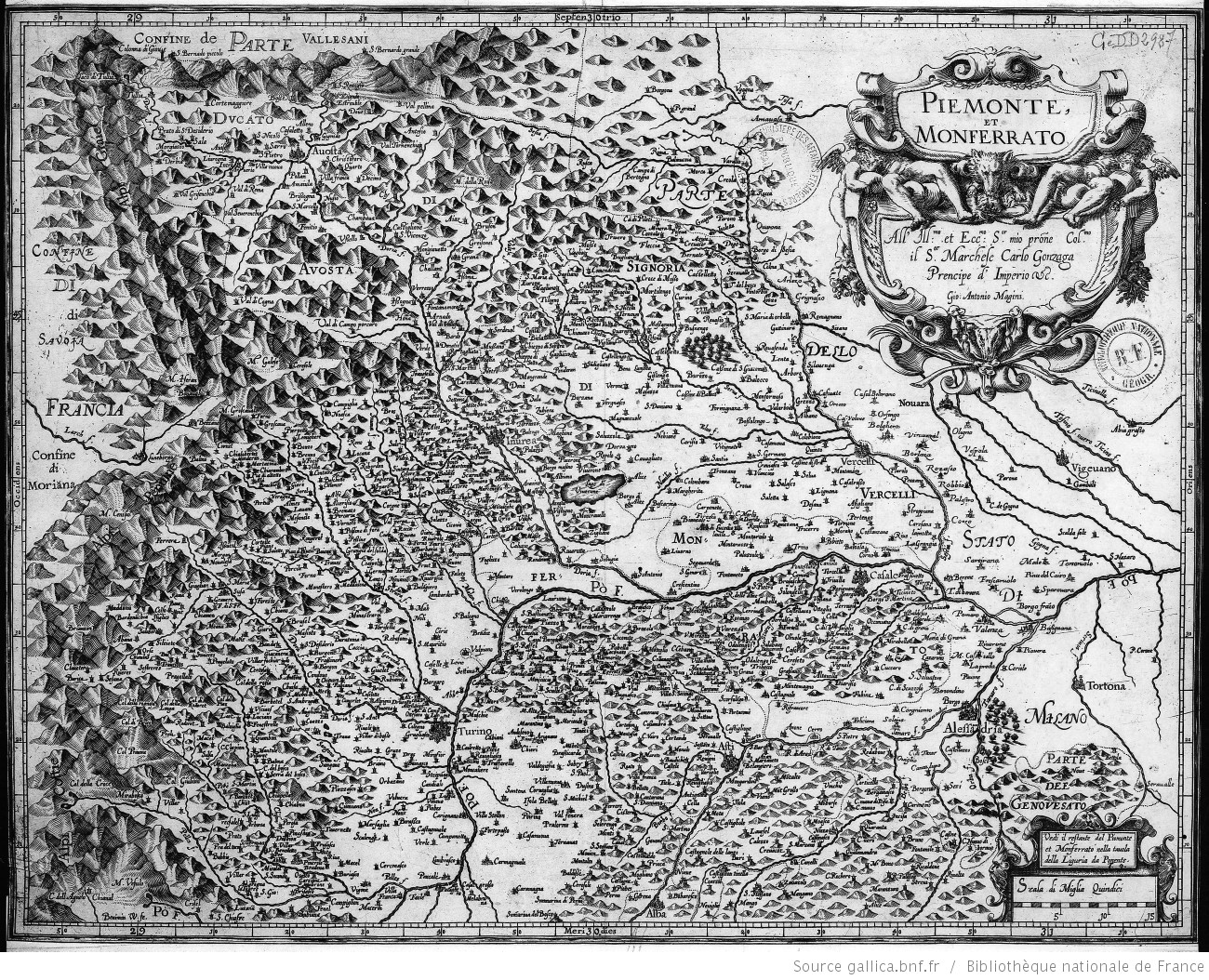
Piemonte et Monferrato, 1550-1599 (Collection d'Anville, Biblioteca nazionale di Francia)